# Vermo
Vermo (in croato Beram) è una località della regione istriana, in Croazia, frazione del comune di Pisino.

## Geografia fisica
Vermo si trova nella valle del torrenti Cipri, prolungamento del Vallone di Canfanaro, su un'altura a 321 metri s.l.m.

## Storia
Il paese è sorto sul luogo di un castelliere preistorico e presenta una struttura urbanistica medievale.
Del paese di Vermo presso Pisino si hanno notizie dal 911, quando re Berengario dona questo feudo a Taurino vescovo di Trieste. Posto nella Repubblica di Venezia, nel 1332 era investito del feudo di Vermo Andrea Dandolo. In seguito insieme a Pisino passa agli Asburgo nella Marca d'Istria.

## Monumenti e luoghi d'interesse
La chiesa parrocchiale è dedicata a San Martino e conserva degli affreschi del 1431 di Vincenzo da Castua.
Poco fuori dall'abitato, a circa 1 km verso nord-est, si trova il santuario di Santa Maria delle Lastre (in croato Sveta Marija na Škriljinah), noto anche come santuario di Santa Maria di Vermo, è un'antica chiesa che costituisce il luogo di culto cimiteriale di Vermo, sorta sui resti dell'antico monastero benedettino di Santa Maria di Vermo.
Nei pressi di Vermo vi è una necropoli scoperta nel 1883 dove sono state rinvenute 172 urne cinerarie dell'Età del bronzo.